# سگ‌های خفته (فیلم ۲۰۲۴)
سگ‌های خفته (به انگلیسی: Sleeping Dogs) یک فیلم جنایی، معمایی و دلهره‌آور آمریکایی محصول سال ۲۰۲۴ به کارگردانی آدام کوپر در اولین کارگردانی بلند خود بر اساس فیلمنامه‌ای اقتباس شده توسط کوپر و بیل کولاژ از رمان کتاب آینه‌ها نوشته چیروویچی با بازی راسل کرو و کارن گیلان است.

## داستان
روی فریمن، کارآگاه قتل بازنشسته، در حالی که تحت درمان برای بیماری آلزایمر است، مجبور می‌شود پرونده قدیمی مربوط به قتل یک استاد کالج را دوباره باز کند، زمانی که اطلاعات جدیدی از یک زن مرموز به دست می‌آید و …

## مشروح داستان
روی فریمن، یک کارآگاه بازنشسته جرایم جنایی که به آلزایمر مبتلا است، تحت درمان آزمایشی قرار دارد تا بخشی از خاطراتش را بازیابد. روزی امیلی دیتز، حامی زندانیان، با او تماس می‌گیرد و از او می‌خواهد با آیزاک ساموئل، زندانی‌ای که به‌زودی به جرم قتل دکتر جوزف ویدر اعدام می‌شود، ملاقات کند. آیزاک به روی می‌گوید که توسط جیمی رمیس، شریک سابق روی، وادار به اعتراف شده است.
روی با بررسی پرونده‌های قدیمی‌اش متوجه می‌شود که باید سراغ ریچارد فین، مظنون دیگری که اثر انگشتش در خانه دکتر ویدر پیدا شده بود، برود. او با جیمی صحبت می‌کند و جیمی قول می‌دهد موضوع را بررسی کند. اما پس از این دیدار، روی از مرگ ناگهانی فین مطلع می‌شود.
روی خاطره‌ای گذرا از حضور فین در خانه دکتر ویدر پس از قتل دارد. او در مراسم خاکسپاری فین با خانواده او دیدار می‌کند و دست‌نوشته‌ای دریافت می‌کند که فین در آن درباره همکاری‌اش با دکتر ویدر و زنی به نام لورا بینز نوشته است. این زن که با دکتر ویدر روی پایان‌نامه‌اش کار می‌کرد، پس از قتل او ناپدید می‌شود.
روی با همسر فین صحبت می‌کند که به یاد می‌آورد فین گفت‌وگوی تندی با دکتر الیزابت وستلیک داشته است. روی با دکتر وستلیک ملاقات می‌کند و متوجه می‌شود که او همان لورا بینز است. او نسخه‌ای از دست‌نوشته فین را به او می‌دهد و می‌رود.
روی سپس با وین دووراکس، یکی از بیماران سابق دکتر ویدر، دیدار می‌کند. دووراکس اشاره می‌کند که دکتر ویدر، فین و دکتر وستلیک (لورا بینز) با هم مشاجره داشته‌اند. پس از این دیدار، دکتر وستلیک به خانه روی می‌آید تا دست‌نوشته را برگرداند. او ادعا می‌کند که هرگز عاشق فین نبوده است. اما زمانی که دکتر وستلیک خانه را ترک می‌کند، دووراکس تلاش می‌کند با کامیون روی را زیر بگیرد، اما در دفاع از خود، روی او را می‌کشد.
خاطرات روی به تدریج بازمی‌گردند. او به باری که قبلاً به آنجا می‌رفت، می‌رود و اطلاعاتی درباره یک پیشخدمت به نام دایان دریافت می‌کند. او سپس به خانه دکتر ویدر می‌رود و یک چوب بیسبال دفن‌شده را پیدا می‌کند. در این هنگام، دکتر وستلیک و جیمی از راه می‌رسند و شروع به افشای ارتباطشان با قتل دکتر ویدر می‌کنند. مشخص می‌شود که جیمی برای محافظت از روی حقایق را پنهان کرده و حتی با لورا برای سرپوش گذاشتن بر ماجرا همکاری کرده است. اما وقتی جیمی حقیقت را برای روی فاش می‌کند، لورا به او شلیک می‌کند. جیمی در حالی که در حال مرگ است، لورا را نیز از پای در می‌آورد.
خاطرات روی به‌طور کامل بازمی‌گردند. او متوجه می‌شود که دایان، همسر سابقش، یکی از بیماران دکتر ویدر بوده که از او سوءاستفاده کرده است. روی، با دیدن فیلمی از این سوءاستفاده، تصمیم به کشتن دکتر ویدر می‌گیرد و جیمی به او کمک می‌کند تا از مجازات فرار کند. اما این اقدام باعث می‌شود آیزاک ساموئل، یک مرد بی‌گناه، ده سال در زندان بماند.

## تولید
فیلمبرداری در ویکتوریا (استرالیا)، در فوریه ۲۰۲۳، با کرو در ملبورن شروع شد. تولید در ماه مه به پایان رسید.

## انتشار
این فیلم توسط The Avenue در ایالات متحده در ۲۲ مارس ۲۰۲۴ منتشر شد.

## بازخوردها
- در وب‌سایت جمع‌آوری نقد راتن تومیتوز از ۳۳ نقد منتقد، با میانگین امتیاز ۵ از ۱۰ مثبت هستند.
- در متاکریتیک که از میانگین وزنی استفاده می‌کند، بر اساس ۹ منتقد، امتیاز ۴۳ از ۱۰۰ را به فیلم اختصاص داد که نشان دهنده نقدهای «مختلط یا متوسط» است.